# 加氏棘花鮨
加氏棘花鮨，又稱加氏棘花鱸，為輻鰭魚綱鱸形目鱸亞目鮨科的其中一種，分布於西印度洋的塞席爾群島海域，棲息深度46-64公尺，體長可達3.2公分，為底棲性魚類，屬肉食性，生活習性不明。

## 擴展閱讀
維基物種上的相關：加氏棘花鮨